# Aerangis kirkii
Aerangis kirkii är en orkidéart som först beskrevs av Heinrich Gustav Reichenbach och fick sitt nu gällande namn av Rudolf Schlechter. 
Aerangis kirkii ingår i släktet Aerangis och familjen orkidéer. Inga underarter finns listade i Catalogue of Life.